# Gelselaarse Broek
Het Gelselaarse Broek is een van oorsprong drassig gebied ten noordwesten van Gelselaar in de gemeente Berkelland, provincie Gelderland.
Het  Gelselaarse Broek ligt in de beekoverstromingsvlakten van de Koningsbeek en de Bolksbeek. In vroeger tijden werden in natte jaargetijden in het laaggelegen broek ganzen gehouden en in de zomer koeien. Alleen op de hoger gelegen 
horsten in het broek was enige bewoning. 
Na de oprichting van het Waterschap van de Schipbeek en de Bolksbeek in 1881 werd er voor het eerst gewerkt aan een planmatige aanpak van de waterhuishouding in de streek. De eerste Berkelverbetering in de jaren 1890 leverde voor het Gelselaarse Broek weinig verbetering op. Pas na de tweede Berkelverbetering in 1939 kwam er een einde aan de in de winter ondergelopen velden en daardoor ook aan de ganzenhouderij.